# Jeanne Biras
Jeanne Biras, née le 16 avril 1959, est une directrice de casting, scénariste et réalisatrice française.

## Biographie
Jeanne Biras a étudié à l'IDHEC à Paris. Après ses études, elle a collaboré à plus de 40 longs métrages avec des réalisateurs (Louis Malle, Alain Chabat, Arnaud Desplechin...) en tant que directeur de casting. Depuis, elle a écrit et réalisé plusieurs longs métrages et séries TV, dont un long métrage Au suivant ! (produit par Europacorp).

## Filmographie

### Auteur - réalisatrice
- 2012 : Lignes de vie. Série télévisée France 2. Réalisatrice de 10 épisodes de 24 min. Production : Téléimages
- 2009-2010 : Happy sex. Long métrage adapté de la BD de ZEP. Auteur. Production : Axel films-Récifilms
- 2008 : Paris 16. Série télévisée M6. 12 × 24 min. Réalisatrice. Production : Calt
- 2007 : Mondapart. Long-métrage (écriture et réalisation). Scénario et réalisation. Production : Bizibi
- 2007 : La vie devant nous - saison 1, épisode 12 : Samedi soir, dimanche matin. Série télévisée. 52 min (écriture). Production : Adélaïde
- 2006: Elles quatre. Projet série télévisée. 52 min (écriture). Bible- épisodes 1 et 3. Production : Son et Lumière
- 2006 : La Colline du bonheur. Long métrage (écriture). Production : Film à Quatre
- 2005 : Mange ta banane[1] réalisatrice, avec  Romane Bohringer, Laura Meilland, Ferdinand Guiblet
- 2005 :  Au suivant !. Long métrage. Scénario et réalisation[3]. Production : Europa Corp. Avec Alexandra Lamy, Clovis Cornillac.
- 2001 : Au suivant !. Court métrage. 12 min. Scénario et réalisation. Production : Pan européenne. Prix PAO du jury. Festival de Valenciennes
- 2002 : Bien fait. Court métrage. 5 min. Scénario et réalisation. Production : Agora Film. Opération jeunes talents Adami. Cannes
- 1987 : Georgette et Lucien. Court métrage. 3 min. Scénario et réalisation. Production : Bakti Production
- ? : Le coffre. Court métrage. 3 min. Scénario et réalisation. Production : Bakti Production
- ? : Précaution. Court métrage. 3 min. Scénario et réalisation. Production : Bakti Production
- 1982 : Trop chère Lucie. Court métrage. 24 min. Scénario et réalisation. Production : IDHEC, dans le cadre de la FEMIS. Sélection au Festival du court métrage de Lille
- 1981 : Flash Gordon, un héros. Court-métrage. 8 min. Scénario et réalisation. Production : IDHEC, dans le cadre de l’IDHEC.

### Directrice de casting:  1983 à 2002
- 1987 : Au revoir les enfants de Louis Malle
- 1990 : Milou en mai de Louis Malle
- 1994 :  La Machine de François Dupeyron
- 1995 : Les Milles de Sébastien Grall
- 1996 Comment je me suis disputé… (ma vie sexuelle) d'Arnaud Desplechin
- 1998 : Taxi de Gérard Pirès
- 1998 : Déjà mort d'Olivier Dahan
- 1999 : Mauvaises fréquentations de Jean-Pierre Améris
- 1999 : Kennedy et moi de Sam Karmann
- 2000 : Le Secret de Virginie Wagon
- 2000 : Baise-moi de Virginie Despentes et Coralie Trin Thi
- 2000 : Les Blessures assassines de Jean-Pierre Denis
- 2001 : C'est la vie de Jean-Pierre Améris
- 2001 : Se souvenir des belles choses de Zabou Breitman
- 2002 : Astérix et Obélix : Mission Cléopâtre d'Alain Chabat
- 2002 : Monique : toujours contente de Valérie Guignabodet
- 2003 : À la petite semaine de Sam Karmann
- 2003 : Janis et John de Samuel Benchetrit

### Second assistant réalisateur
- 1983 :  La Belle Captive d'Alain Robbe-Grillet